# Alex Magallanes
Alex Magallanes Jaimes (San Miguel, Lima, 1 de marzo de 1974) es un exfutbolista peruano que jugaba de volante ofensivo. Actualmente es asistente técnico de Paul Cominges en el Deportivo Coopsol de la Segunda División Peruana.

## Trayectoria
Debutó en la primera división en San Agustín, luego fue contratado por el club Sporting Cristal. 
El año 1994 su aporte fue importante para el equipo denominado "La máquina celeste" por la cantidad de goles que anotó el equipo en el campeonato peruano: 113 goles en 38 partidos, siendo el armador neto del equipo. El año 1995 juega su primera Copa Libertadores de América con el equipo celeste, a fines de ese año consagra bicampeón nacional con el equipo en un partido jugado ante Alianza Lima en el Estadio Nacional. El año 1996 fue uno de sus mejores años. El domingo 27 de octubre, bajo la conducción técnica de Sergio Markarián, se consagra tricampeón nacional con el Sporting Cristal en una tarde memorable que lo festejó con la hinchada celeste. Al año siguiente jugaría su tercera Copa Libertadores de América con el equipo celeste, donde igualó la mejor actuación de un equipo peruano en la Copa Libertadores de América con el subcampeonato del torneo continental. 
En 1997 viaja a Grecia, entrenando por 15 días en el club Panathinaikos. El 'Maga' tuvo grandes actuaciones en la primera etapa de la Copa Libertadores de América, y a mediados ese año 1997 emigra a Escocia. En los años 1998 y 1999 juega en Chile, posteriormente regresa al Perú a jugar en diversos equipos como Deportivo Municipal, Cienciano, Sport Boys y Estudiantes de Medicina de Ica. 
En el 2002 nuevamente fue contratado por el club Sporting Cristal bajo la dirección técnica del brasileño Paulo Autuori, donde a fin de año obtuvo el campeonato nacional, siendo para él su cuarta corona con la casaquilla celeste.
Luego jugaría en diversos clubes peruanos. Su último club fue el Alfonso Ugarte de Puno con el que fue subcampeón de la Copa Perú 2012 y la Segunda División 2013.
Fue entrenador en la categoría 2000 del Deportivo Municipal que participa en la Copa Federación 2015.

## Selección Peruana
Ha sido internacional con la Selección de fútbol del Perú en 17 ocasiones. Participó en la Copa América 1995 y en la  de 1997.

##### Participaciones en Copa América
| Copa              | Sede    | Resultado    |
| ----------------- | ------- | ------------ |
| Copa América 1995 | Uruguay | Primera fase |
| Copa América 1997 | Bolivia | Cuarto lugar |

## Clubes
| Club                    | País    | Año       |
| ----------------------- | ------- | --------- |
| San Agustín             | Perú    | 1992-1993 |
| Sporting Cristal        | Perú    | 1994-1997 |
| Dundee United           | Escocia | 1997-1998 |
| Deportes Temuco         | Chile   | 1998      |
| Cobreloa                | Chile   | 1999      |
| Deportivo Municipal     | Perú    | 2000      |
| Cienciano               | Perú    | 2000      |
| Sport Boys              | Perú    | 2001      |
| Estudiantes de Medicina | Perú    | 2001      |
| Sporting Cristal        | Perú    | 2002      |
| Cienciano               | Perú    | 2003      |
| Estudiantes de Medicina | Perú    | 2003      |
| Unión Huaral            | Perú    | 2004      |
| Universitario           | Perú    | 2005-2007 |
| Melgar                  | Perú    | 2007      |
| José Gálvez             | Perú    | 2008      |
| Sport Huancayo          | Perú    | 2009      |
| Inti Gas                | Perú    | 2010      |
| José Gálvez             | Perú    | 2011      |
| Alfonso Ugarte          | Perú    | 2012-2013 |

## Palmarés

### Campeonatos nacionales
| Título           | Club             | País | Año  |
| ---------------- | ---------------- | ---- | ---- |
| Primera División | Sporting Cristal | Perú | 1994 |
| Primera División | Sporting Cristal | Perú | 1995 |
| Primera División | Sporting Cristal | Perú | 1996 |
| Primera División | Sporting Cristal | Perú | 2002 |
| Copa del Inca    | José Gálvez      | Perú | 2011 |
| Segunda División | José Gálvez      | Perú | 2011 |